# Marton Lili
Marton Lili (Budapest, 1914. december 12. – Kolozsvár, 2000. március 25.) magyar író, színműíró, ifjúsági író, műfordító. Írói álneve Kászoni Kata.

## Életútja
Középiskolai tanulmányait Kolozsváron végezte, majd 1932–1936 között angol-francia szakos tanulmányokat folytatott a kolozsvári illetve a római egyetemen. Újságíróként dolgozott a kolozsvári Ellenzék, a budapesti Mai Nap, a Színházi Magazin, a kolozsvári Erdély, majd a Világosság című lapoknál. Írásait közölte az Utunk, Dolgozó Nő, Új Élet, Napsugár.  1990 után írásai a Szabadság, Helikon, Keresztény Szó, Üzenet, Cimbora, Családi Tükör, Kelet-Nyugat és  a Napsugár, valamint a Szivárvány című lapokban jelentek meg.
Irodalmi munkásságának java részét a gyermek- és ifjúsági irodalom területén fejtette ki.
Első verse a Benedek Elek által 1922–1929 között szerkesztett Cimbora című gyermeklapban jelent meg. Benedek Elek, akinek megírta az életrajzát,  mindvégig példaképe volt.

## Főbb művei
- Bambó, 1939
- Utóirat, 1942
- Benkő András hazatér, 1943
- Harc a gyermekért, 1949
- Anna néni nyaralása, 1949
- Kőországi kisfiú, 1955
- Három kis elefánt, 1956
- Taligás király, 1957
- Csillagfi, 1958
- Szelídke és Szépszál vitéz, 1959
- A rossz fiú, 1960
- Négy város meg egy kisfiú, 1961
- Misimás, 1964
- Porcelánkisasszony? 1966
- Mákszemország, 1967
- Az anyák nem halnak meg? 1970
- Külvárosi menyegző, 1970
- Melyik vagy te?, 1970
- Hegyen-völgyön, tengeren át, 1972
- Elek nagyapó, 1975
- Totyi és Peták, a két világjáró, 1979
- Tizenéves házaspár, 1980
- Jutka a nagyvilágban, 1983
- Nehéz kamasznak lenni, avagy Péter és családja, 1986
- Varázstükör, 1986
- Emberek, tájak, történetek, 1993
- Kaland a legendák földjén, 1995
- A korsót vivő ember; Stúdium, Kolozsvár, 1996.
- A kolibriköpeny; Tinivár, Kolozsvár, 1998
- Táltos János. Meseregény; Erdélyi Gondolat, Székelyudvarhely, 2001

## Műfordításai
- A. I. Kuprin: A fehér puli, 1947
- Victor Muşatescu: Tüskés Dönci kalandjai, 1949
- Octav Pancu-Iaşi: Sok, sok kicsi fény, 1951 [Kászoni Kata néven]
- A. Jar: Betelt a pohár, 1954 [Kászoni Kata néven, Miklósi Ferenccel]
- Szamuil Marsak: Macskaház, 1955
- V. Csicskov: A kis Pepe, 1963
- N. Belinovics: A bíborszínű hó, 1964
- S. Laurian: Rendkívüli utazások óvodában-iskolában, 1965
- Otilia Cazimir: Luchi nincs többé, 1966
- A kesztyű, ukrán mese, 1971
- C. Buzea: Kicsi könyv, 1973
- Nina Cassian: Két kis tigris meséje, nevük Tigruska és Tigriske, 1973
- L. Olteanu: Mákvirág legújabb kalandjai, 1980
- C. Buzea: Kislányok, kisfiúk könyvecskéje, 1984